# Der Galiläer
Der Galiläer ist ein farbig viragierter Stummfilm des Regisseurs Dimitri Buchowetzki aus dem Jahr 1921. Sein Titel bezieht sich auf Galiläa als Geburtsort Jesu.

## Handlung
Angelehnt an die Oberammergauer Passionsspiele werden Szenen aus dem Leben und Sterben Jesu Christi gezeigt, darunter der Einzug in Jerusalem, das Abendmahl, die Gefangennahme im Garten Gethsemane, die Verurteilung und die Kreuzigung.

## Musik
2016 veröffentlichte der Rechteinhaber (Katholisches Filmwerk) in Zusammenarbeit mit dem Label "Organpromotion" eine offizielle DVD auf der drei Orgelimprovisationen zum Film zu hören sind. Die 3 Organisten waren: Baptiste-Florian Marle-Ouvrard an der Orgel von St. Eustache in Paris, Pater Landelin Fuß an der Orgel der Abteikirche Beuron a.d. Donau, Mathias Rehfeldt an der Orgel der Wallfahrts- und Klosterkirche Weggental / Rottenburg a.N.

## Hintergrund
Der Film wurde vom Berliner Unternehmen Express-Films Co. GmbH produziert und in Freiburg im Breisgau gedreht; anlässlich der damals stattfindenden Freiburger Passionsspiele (1921) und größtenteils in deren Bühnenaufbauten an der Kartause, die Einzugsszene an einer Brücke am Lorettoberg. Neben den Brüdern Georg und Adolf Faßnacht, die seit Ende des 19. Jahrhunderts mit ihrem Tourneetheater durch viele Länder Mitteleuropas tourten, sind im Film viele Freiburger Passionsspiel-Komparsen zu sehen.
Der Film hatte am 28. März 1923 Premiere in Portugal und erschien 1928 in den Vereinigten Staaten. In den 1990er-Jahren wurde der Film vom Filmarchiv des Bundesarchivs restauriert. Am 30. März 2012 wurde der Film im Neustädter Münster aufgeführt und von Kirchenmusikdirektor Volker Linz an der Orgel begleitet.